# Frederik V van Zollern
Frederik V van Zollern bijgenaamd de Illustere (overleden te Hechingen op 24 mei 1289) was van 1255 tot aan zijn dood graaf van Zollern. Hij behoorde tot het huis Hohenzollern.

## Levensloop
Frederik V was de zoon van burggraaf Frederik II van Neurenberg, onder de naam Frederik IV tevens graaf van Zollern, en Elisabeth van Abensberg. Rond 1255 volgde hij zijn vader op als graaf van Zollern.
Tijdens zijn bewind werd Frederik benoemd tot beschermheer van de Aartsabdij van Beuron. In 1259 stichtte hij in de Stettenabdij in Gnadental, die hij in 1267 samen met zijn echtgenote uitbreidde. Ook werd er aan deze abdij een crypte toegevoegd waarin verschillende leden van het huis Hohenzollern werden begraven. Ook was er vermoedelijk een tunnel die deze crypte met het kasteel Hohenzollern in Hechingen verbond. Volgens de legende bouwde Frederik deze abdij om een probleem dat hij had met keizer Frederik II op te lossen, nadat hij geweigerd had om troepen bij te dragen toen de keizer een leger aan het opbouwen was.
Frederik V had eveneens een lang aanslepend conflict met het Hohenberg, dat in 1286 na bemiddeling van Rooms-Duits koning Rudolf I van Habsburg werd opgelost.
In contemporaine bronnen wordt Frederik beschreven als vroom en respectvol. Onder zijn bewind bereikte het graafschap Zollern een hoogtepunt aan invloed. Na zijn dood in 1289 werd het graafschap Zollern verdeeld tussen zijn zoons, dat het einde betekende van de belangrijkheid van het graafschap.

## Huwelijk en nakomelingen
In 1258 huwde Frederik met Udilhild, dochter van graaf Hartmann van Dillingen. Ze kregen vijf kinderen:
- Frederik VI (overleden in 1298), graaf van Zollern
- Frederik (overleden in 1304), proost in Augsburg
- Adelheid (overleden tussen 1296 en 1308), huwde met graaf Hendrik van Geroldeck
- Frederik I (overleden tussen 1302 en 1309), graaf van Zollern-Schalksburg
- Wilburg (overleden na 1300), zuster in de Abdij van Stetten